# Йохан XXV фон Далберг
Йохан XXV фон Далберг (на немски: Johann XXV. von Dalberg; Johann Kämmerer von Worms-von Dalberg; * пр. 1618; † 13 януари 1670) от страничната линия „фон Далберг“ на фамилията „Кемерер фон Вормс“ е фрайхер, господар на Далберг при Бад Кройцнах, съветник в Курфюрство Майнц и оберамтман в Нидер-Олм и Гау-Алгесхайм.
Той е четвъртия син (от осем деца) на фрайхер Волф Дитрих Кемерер фон Вормс-фон Далберг († 1 юли 1618) и съпругата му Магдалена фон Кронберг († 29 август 1616 в Майнц/Кронберг), дъщеря на Хартмут фон Кронберг (1550 – 1606) и Маргарета Брендел фон Хомбург (1559 – 1619). Баща му се жени втори път на 26 февруари 1618 г. за Анна Урсула фон Валбрун, но умира след две години, а мащехата му влиза в манастира на кларистките в Майнц. Той тогава е малко дете и расте с братята и сестрите си под опекунството на роднини.
Йохан XXV фон Далберг поема службите на баща му като съветник в Курфюрство Майнц и оберамтман в Нидер-Олм и Гау-Алгесхайм. На 22 септември 1653 г. император Фердинанд III го издига на имперски фрайхер. Заедно с него са издигнати и трима от фамилията фон Далберг: Волфганг Хартман фон Далберг цу Бухолт (1605 – 1654), бъдещия му зет Филип Франц Еберхард фон Далберг (1635 – 1693), и Волфганг Еберхард I (1614 – 1676).
Йохан XXV фон Далберг не успява през 1664 и 1665 г. да стане президент на имперския камерен съд. Неговият зет Филип Франц Еберхард фон Далберг става 1671 г. президент.
Йохан XXV фон Далберг е погребан в доминиканската църква в Майнц.

## Фамилия
Йохан XXV Кемерер фон Вормс се жени на 31 януари 1644 г. за Анна Антоанета фон дер Лайен († 18 септември 1659), дъщеря на Дамиан фон дер Лайен († 1636) и Анна Катарина Валдбот фон Басенхайм (1587 – 1666). Тя е сестра на архиепископите Карл Каспар фон дер Лайен и Дамиан Хартард фон дер Лайен. Те имат две дъщери:
- Анна Катарина Франциска Кемерер фон Вормс-фон Далберг (* 4 декември 1644; † 31 юли 1679, Шпайер, погребана в Йезуитската църква в Шпайер), господарка на Далберг, омъжена на 19 ноември 1662 г. за Филип Франц Еберхард фон Далберг (; * 15 март 1635; † 24 декември 1693, Майнц); имат 13 деца
- Мария Ернестина Кемерер фон Вормс-фон Далберг (* 12 април 1646; † 12 май 1696)

Йохан се жени втори път 1663 г. за Урсула Мария фон Хоенек († 17 април 1667), дъщеря на Йохан Филип фон Хоенек и Маргарета Барбара, дъщеря на Волфганг Фридрих I фон Далберг (1565 – 1621). Те имат един син:
- Йоханес Франц (кръстен на 16 декември 1663), умира рано.